# Semana Santa en Granada
La Semana Santa de Granada representa la Pasión de Jesucristo con las procesiones que salen sobre pasos por las calles de la ciudad, acompañadas por nazarenos, camareras, acólitos, penitentes y devotos. La salida procesional de una hermandad durante esta semana recibe el nombre de estación de penitencia. 
Fue declarada Fiesta de Interés Turístico Internacional en 2009. Aunque existieron hermandades de penitencia granadinas en los siglos XVI y XVII, fue a comienzos del siglo XX cuando esta tradición se amplió y consolidó, aunque volvió a sufrir un profundo retroceso en los años setenta del pasado siglo. En la actualidad, participan treinta y dos cofradías, que conforman treinta y cuatro cortejos nazarenos, con tallas de gran valor artístico y de renovada artesanía en algunos de sus pasos.
La Real Federación de Hermandades y Cofradías de Semana Santa de la Ciudad de Granada es la entidad encargada de la organización y regulación, junto al Arzobispado de Granada, de las estaciones de penitencia del conjunto de hermandades pasionistas de la ciudad, durante las celebraciones de la Semana Santa.
En los años 2020 y 2021 no se realizaron estaciones de penitencia a causa de la pandemia de COVID-19.

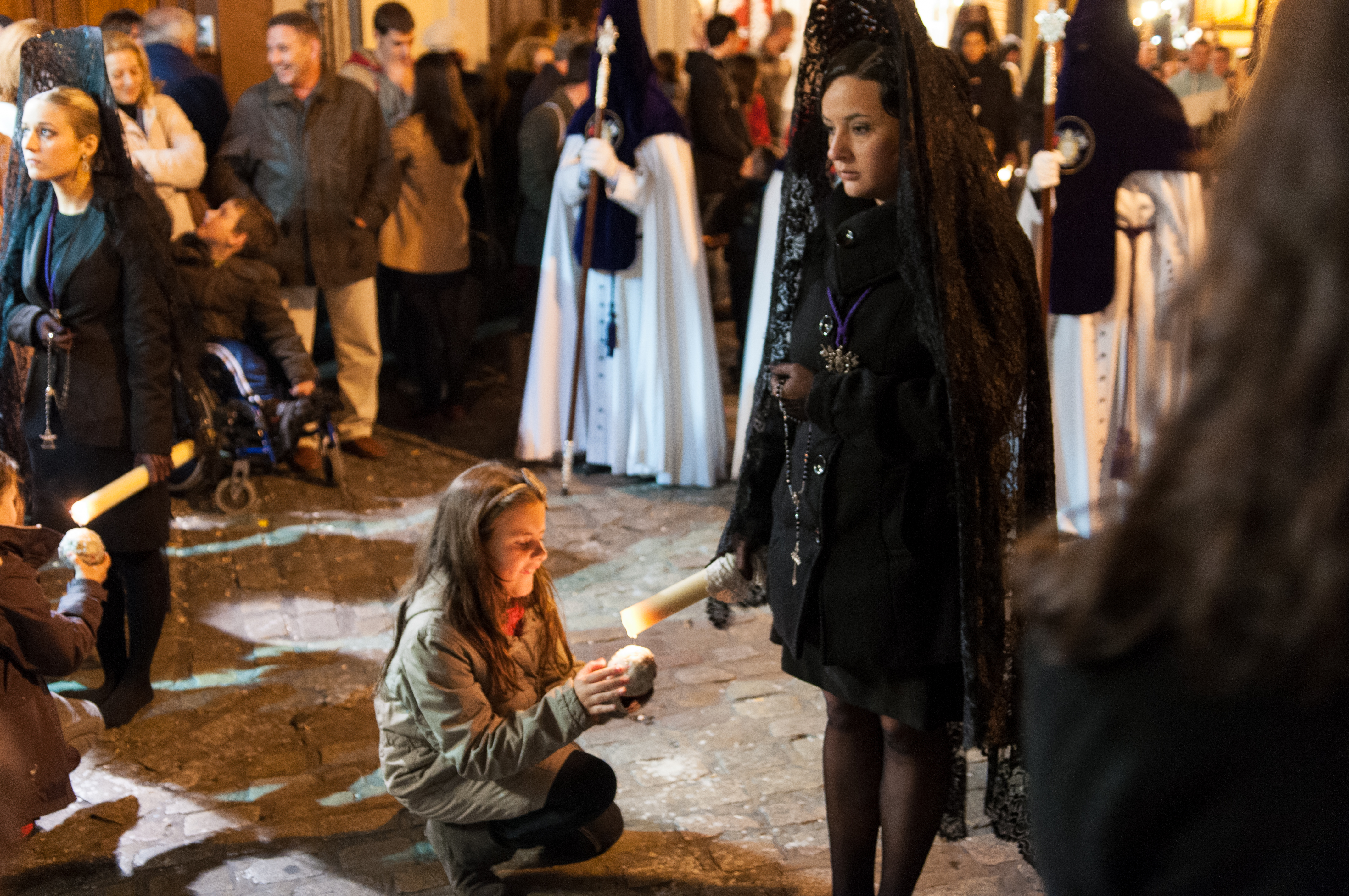
Una niña pide cera a una camarera de la Hermandad del Rosario

## Historia
En esta ciudad se crearon hermandades e instituciones cristianas a partir de la toma de Granada en 1492. Las procesiones se extenderán en el siglo XVI con la Contrarreforma y también existirán algunas en el XVII. No obstante, el grueso de las cofradías fueron fundadas a partir de comienzos del siglo XX.
A comienzos del siglo XX el apoyo arzobispal y el resurgir de la burguesía local propician un auge de la Semana Santa. Este renacer empezó en 1909 con la procesión del Santo Entierro Magno. En la década de 1920 se fundan siete nuevas hermandades de penitencia. En 1927 se crea la Federación de Hermandades de Granada.
En 1936 Federico García Lorca escribió una narración para Unión Radio sobre la Semana Santa en Granada. Desde 1970 esta tradición sufre cierto declive, aunque se recuperará a partir de 1977.

## Días de Pasión

### Domingo de Ramos
- Hermandad de la Borriquilla (Ilustre Cofradía de la Entrada de Jesús en Jerusalén y Nuestra Señora de la Paz): Fue fundada en 1947. Tiene su sede canónica en la iglesia de San Andrés, en el bajo Albaicín. Participan niños vestidos a la usanza hebrea, portando palmas, y nazarenos. El Cristo montado en el burro (1917) es obra del escultor Eduardo Espinosa Cuadros. En la década de los 2000 se añaden al paso de misterio a San Juan, Santiago Apóstol, San Andrés, una mujer con una niña y un niño subido a una palmera, y todo esto forma la entrada del Señor a la ciudad de Jerusalén para celebrar la Pascua. Son obras del escultor Ángel Asenjo Fenoy. La Virgen de la Paz (1972) es obra de Antonio Dubé de Luque.

- Hermandad de la Santa Cena (Muy Ilustre y Real Cofradía de Nazarenos de la Santa Cena Sacramental y María Santísima de la Victoria): Se funda en 1926 con miembros de hermandades eucarísticas. Tiene su sede en la iglesia de Santo Domingo, en el barrio del Realejo. Las figuras de la Santa Cena en la cual Jesucristo instituye la Eucaristía, fueron hechas entre 1926 y 1928 por Eduardo Espinosa Cuadros. La Virgen de la Victoria fue realizada por Eduardo Espinosa en 1940.

- Hermandad de la Sentencia (Pontificia e Ilustre Hermandad Sacramental y Cofradía de Nazarenos de Jesús de la Sentencia y María Santísima de las Maravillas): Fundada en 1944. El Cristo, del siglo XVIII, fue donado por el escultor José de Mora al convento de los Carmelitas Calzados. Tras la desamortización de 1836 pasó al Museo de Bellas Artes de Granada y, en 1844, a la iglesia de San Pedro y San Pablo, su actual sede canónica, en el barrio del Albaicín. En 1961 se añaden al misterio dos romanos, Poncio Pilatos, un lector de la condena, un sanedrín y Prócula. Estas figuras fueron realizadas por Benito Barbero Medina, para formar el misterio en el que el Señor es condenado a muerte por el procurador Pilato. Por otra parte, la Virgen de las Maravillas  es de autor anónimo. Tradicionalmente se atribuye a Pedro de Mena allá por el siglo XVII. Procesionaba el Martes Santo hasta 1961, en que comenzó a hacerlo el Domingo de Ramos.

- Hermandad del Despojado (Hermandad del Santísimo Sacramento y Cofradía de Nazarenos de Nuestro Padre Jesús Despojado de sus Vestiduras, María Santísima del Dulce Nombre y San Juan Evangelista): Fundada en 1986. Tiene su sede en la Parroquia de San Emilio, en el barrio de Figares, y salen sus tres titulares. En el paso de misterio el Cristo del Despojado junto a figuras secundarias, y en el paso de palio la Virgen del Dulce nombre acompañada de San Juan Evangelista; desde su casa hermandad en la calle Músico José Ayala. La imagen del Cristo fue realizada por el escultor Manuel Ramos Corona hacia 1989, al igual que el resto del misterio, que representa a Cristo siendo despojado de sus vestiduras tras llegar con la cruz del martirio al calvario, y un sayón le ofrece mirra con vino para mitigar el dolor, mientras un oficial romano ordena empezar la ejecución. La Virgen del Dulce Nombre comenzó a procesionar en la Semana Santa de 2019, y representa la sacra conversación con San Juan Evangelista. Por el carácter serio, elegante y sobrio de sus nazarenos, esta hermandad es conocida como la del "Silencio Blanco".

- Hermandad del Cautivo (Hermandad Sacramental de San Francisco de Asís, Santa Clara y Real Cofradía de Nuestro Padre Jesús Cautivo y María Santísima de la Encarnación): Se fundó en 1981. Tiene su sede en una capilla que estaba junto al convento franciscano de la Encarnación pero sale desde la Parroquia del Sagrario anexa la Catedral. La imagen de Jesús Cautivo es obra de Antonio Dubé de Luque de 1982, y la hermandad ha planeado un futuro paso de misterio para la imagen que representará el Prendimiento de Cristo. La imagen de la Virgen también es de Dubé de Luque, de 1982.

|                                    |
| Santa Cena y Virgen de la Victoria |

|                          |
| Virgen de las Maravillas |

|                 |
| Jesús Despojado |

|                        |
| María del Dulce Nombre |

### Lunes Santo
- Hermandad del Trabajo (Venerable Hermandad de Caridad del Santísimo Cristo del Trabajo y Nuestra Señora de la Luz): Fue fundada oficialmente en 1990. Tanto la Virgen de la Luz (1992) como el Cristo del Trabajo (1986) son obra de Eduardo Espinosa Alfambra, mientras que el resto de las imágenes del paso de misterio son de Elías Rodríguez Picón. Tiene su sede canónica en la Parroquia del Corpus Christi, en el populoso barrio del Zaidín. En el paso de misterio se muestra a Jesús portando la cruz siendo arrastrado por un sayón. Junto a este se encuentra la santa Mujer Verónica con su paño. A la izquierda de Jesús hay un soldado romano con un látigo señalando el camino que debe seguir y, tras él, el apóstol San Juan y María Magdalena consolando a la Virgen del Consuelo . En el paso de palio procesiona la Virgen de la Luz. La Hermandad es una de las más populares del barrio y cuenta con uno de los cortejos más extensos de la Semana Santa granadina. Tanto el Cristo del Trabajo como la Virgen de la Luz despiertan gran fervor entre los zaidineros, que arropan a ambos titulares a su paso por el Zaidín hasta su llegada al centro de la ciudad.

- Cofradía de Nuestra Señora de los Dolores (Real Cofradía de Nuestra Señora de los Dolores): En 1936 el Tercio de Requetés Isabel la Católica veneraba a una Virgen de la capilla del Palacio de los Tellos. En 1937 se funda una hermandad penitencial en torno a esta, aprobándose sus reglas en 1940. Su primera sede fue la parroquia de la Magdalena, pero en 1961 deciden trasladarse a la iglesia del convento de San Antón y en 1970 se trasladan al monasterio de San Bernardo. En 1996 se trasladan a una capilla del monasterio de San Pedro y San Pablo, donde permanece. La cofradía cuenta con el mayor cuerpo de camareras de toda la ciudad. Su pasado militar y carlista está muy presente en la simbología de la hermandad.[8]

- Cofradía de Nuestro Padre Jesús del Rescate (Cofradía de Nuestro Padre Jesús del Rescate): Fue fundada en 1925, con Don Ramón Contreras y Pérez de Herrasti como primer Cofrade Mayor. Tiene su sede en la iglesia conventual del Corpus Christi, Parroquia de la Magdalena. La imagen es una obra de Diego de Mora, encargada en el año de 1718 por los Trinitarios Descalzos del Convento de Gracia. La primitiva hermandad tenía por nombre "Augusta y Venerable Hermandad de la Confraternidad de la Santísima Trinidad y Redención de Cautivos" y fue fundada en Gracia en 1676[9] La Cofradía de Nuestro Padre Jesús del Rescate es Hermandad Trinitaria desde 2011 y forma parte de la Confraternidad de Hermandades Trinitarias de España. La imagen de Jesús del Rescate es muy popular y tiene una de las devociones más grandes de la ciudad. Son características sus túnicas, especialmente la de Rocalla (S. XVIII) y la conocida como Túnica Persa que según recientes investigaciones, se trata de una túnica de Juan Manuel Rodríguez Ojeda, única pieza de estas características en Andalucía Oriental, y originariamente confeccionada para el Gran Poder, Señor de Sevilla.[10] También son populares sus escapularios trinitarios y el topacio sobre el cordón. La imagen posee uno de los rostros más bellos de la iconografía de Cautivos o Medinaceli. La Cofradía de Nuestro Padre Jesús del Rescate celebró entre 2016 y 2018 el Tercer Centenario de la Hechura del Señor, siendo sede del Encuentro Trinitario y celebrando un besamano al Señor que lucía su pelo original (modificado por Navas Parejo hacia 1929) y un traslado conmemorativo del original traslado del 18 de marzo de 1718. La imagen de Jesús del Rescate recibió la Granada de Oro de la ciudad, máxima distinción de Granada y que reconoce los 300 años de Historia y Devoción de la imagen.

- Hermandad del Huerto (Real, Muy Ilustre y Comendadora Hermandad Sacramental de Santa María Madre de Dios y Cofradía de Penitencia de la Sagrada Oración de Nuestro Señor en el Huerto de los Olivos y María Santísima de la Amargura Coronada[11]): Se fundó en 1943 de la iglesia de Santo Domingo. En 1960 traslada su sede al monasterio de la Madre de Dios de las Comendadoras de Santiago.[11] El paso de misterio representa el Misterio de la Oración en el Huerto, de Domingo Sánchez-Mesa en 1943. La Virgen es obra de José de Mora (siglo XVIII).[11] El paso de la Virgen porta una reliquia del apóstol Santiago el Mayor.[11] La corona de la  coronación canónica (2015) fue realizada en plata por Alberto Quirós y contiene una reliquia del velo de la Virgen.[11]

- Hermandad del Santísimo Cristo de San Agustín (Muy Antigua, Real e Ilustre Hermandad Sacramental del Santísimo Cristo de San Agustín, Jesús Nazareno de las Penas, Nuestra Madre y Señora de la Consolación y Santo Ángel Custodio[12]): En 1520 los Agustinos Calzados encargaron a Jacobo Florentino "El Indaco" un crucificado para la iglesia de su convento en Granada. Su cruz de plata data del siglo XVII.[12] La imagen generó gran devoción en el pueblo granadino y en el siglo XVII salió en procesión rogativa ante una epidemia de peste.[12] La hermandad aprobó sus primeras reglas en 1681. En 1816 se creó una agrupación de mujeres en torno a ese Cristo, la "Asociación de Señoras del Santo Crucifijo". La asociación y la hermandad se unificaron en 1899. En 1844 Isabel II le otorgó el título de Real y visitó personalmente el convento en 1862, siendo nombrada hermana mayor honoraria. Ha cambiado de sede unas seis veces, hasta instalarse en la actual en 1945. En 1989 renueva sus estatutos para procesionar anualmente por Granada con el Cristo. Desde 2008 lo hace también con la Virgen de la Consolación, que fue realizada por Antonio Joaquín Dubé Luque en 1990. La talla del apóstol san Juan fue realizada en 2001 por Antonio Dubé Luque. La imagen de María Magdalena fue realizada por Elías Rodríguez Picón en 2007.[12]

|                       |
| Virgen de los Dolores |

|                   |
| Jesús del Rescate |

|                                |
| Virgen de la Amargura Coronada |

|                       |
| Cristo de San Agustín |

### Martes Santo
- Hermandad de la Lanzada (Venerable y Fervorosa Hermandad del Santísimo Sacramento, y Cofradía de Nazarenos de Nuestro Señor Jesucristo en su Sagrada Lanzada y María Santísima de la Caridad): Fundada en 1984. Tiene su sede en la parroquia de Nuestra Señora de los Dolores. El Cristo (1984) es obra de Antonio Barbero Gor. En el misterio aparece representado con el romano Longinos. La Virgen de la Caridad (1985) es obra de Miguel Zúñiga Navarro.[13]

- Hermandad del Vía Crucis (Real e Ilustre Hermandad del Santo Vía Crucis y Nuestra Señora de los Favores, Cofradía de Nazarenos de Nuestro Padre Jesús de la Amargura, María Santísima de las Lágrimas y Nuestra Señora de los Reyes[14]): Fue fundada en 1917, y fue la primera de las hermandades en ser adscrita dentro de la recién fundada Federación de Hermandades y Cofradías lo que le ha llevado a ser reconocida como la hermandad decana de la Semana Santa de Granada. La cofradía es de corte silente, el Cristo de la amargura va acompañado con música de capilla y la Virgen de los Reyes marcha a los sones de la Banda de música de Los Ángeles cuyo repertorio en su acompañamiento a la titular está basado en música de palio de carácter fúnebre para mantener así estilo sobrio que caracteriza a la hermandad. Desde su fundación la hermandad ha tenido varias esculturas con la advocación de Jesús de la Amargura. Desde mediados del siglo XX la hermandad cuenta con una imagen de José de Mora. Al mismo tiempo, la hermandad puso como titular a una Virgen de las Lágrimas, del siglo XIX, que procesionó con la corporación hasta el año 2000. A partir de entonces la hermandad procesionó con una Virgen de los Reyes realizada por Antonio Asensio de la Cerda en el siglo XVIII.[14] La hermandad del Vía Crucis debe su nombre al tradicional Vía Crucis que organizaba la misma al cerro del Aceituno. De este modo, de forma de reconocer sus orígenes, en su salida procesional de cada Martes Santo, al regreso a partir de Plaza Nueva, se van rezando las 14 estaciones del Vía Crucis

- Hermandad de la Esperanza (Real Hermandad y Cofradía de Nazarenos de Nuestro Padre Jesús del Gran Poder y Nuestra Señora de la Esperanza Coronada[15]): Fundada en 1927. La Virgen de la Esperanza es obra de José Risueño de 1718. A partir de 1948 la hermandad incorpora como titular al Cristo del Gran Poder y, tras procesionar con varias esculturas de este Cristo, se hizo la actual en 1996, obra de Manuel Ramos Corona. Ramos Corona es, también, autor de unos ángeles del paso Cristo, realizados en 1997.[15]

- Hermandad de La Cañilla (Cofradía del Señor de la Humildad, Soledad de Nuestra Señora y Dulce Nombre de Jesús[16]): Fundada en 1926 es conocida por "La Cañilla" por la pequeña caña que porta Jesús. La cofradía procesiona el Martes Santo con el Señor de la Humildad y la Soledad de Nuestra Señora. También, el Viernes Santo procesiona con la Soledad de Nuestra Señora para realizar el rezo de la oración de las Cinco Llagas frente al Cristo de los Favores del Campo del Príncipe.[17] Su sede es la iglesia de Santo Domingo, que ya había sido sede de la antigua hermandad desaparecida de Hermandad del Santo Crucifijo de la Sangre y Ánimas del Purgatorio.[4] El Jesús de la Humildad es una talla anónima del siglo XVII. Se desconoce qué momento representó originalmente: unos dicen que la coronación de espinas y otros un momento de descanso antes de ser crucificado. No obstante, la hermandad la usa para representar lo primero. El paso de misterio porta también dos figuras realizadas por Eduardo Espinosa Cuadros y otras dos realizadas por Ángel Asenjo Fenoy entre 1993 y 2001.[17] La Virgen es una obra de Manuel González de los Santos, del siglo XIX. Representa a la Virgen al pie de la cruz sujetando un sudario. En su paso de misterio se sitúa a un ángel a los pies de la Virgen y al fondo una cruz arbórea con un sudario.[17] El tercer titular de la corporación es la imagen del Dulce Nombre de Jesús, realizado por Torcuato Ruiz del Peral, que representa al Nazareno portando la cruz. Procesiona el Domingo de Resurrección. Esta procesión se conoce en la ciudad como la de los "Facundillos".[17]

|                      |
| Cristo de la Lanzada |

|                      |
| Virgen de la Caridad |

|                       |
| Cristo de la Amargura |

|                                 |
| Virgen de la Esperanza Coronada |

|                      |
| Señor de la Humildad |

### Miércoles Santo
- Hermandad de los Gitanos (Insigne,Pontificia, Real, Colegial, Magistral y Sacramental Cofradía del Santísimo Cristo del Consuelo y María Santísima del Sacromonte): Las reglas de la Hermandad se aprueban 25 de junio de 1939, siendo Arzobispo de Granada el Emmo. y Rvdmo. Sr Mons. D. Agustín Parrado. Será en la Semana Santa de 1940 cuando la hermandad realice su primera salida procesional. Se reúnen los enseres imprescindibles y unas andas para la imagen, decidiéndose que se procesionaría bajo los pies del Cristo la imagen de una Dolorosa de medio cuerpo La hermandad tomó un crucificado obra de José Risueño de 1698 que estaba bajo la advocación del Cristo de las Cuevas y cuando se funda la hermandad pasa a tener la advocación de Cristo del Consuelo. La imagen del XVII recibe culto en la Abadía del Sacromonte. El actual Cristo con el que la imagen procesiona es obra de Miguel Zúñiga Navarro en 1989. La de 1989 también se conserva en citada abadía.[18] La Virgen titular de la hermandad es obra de Manuel González de los Santos del siglo XIX.[18] y

- Hermandad de los Estudiantes (Muy Antigua Real e Ilustre Hermandad de la Esclavitud del Santísimo Sacramento y Cofradía Universitaria de Nuestro Señor de la Meditación y María Santísima de los Remedios, Reina y Madre de los Estudiantes): Se fundó en 1979.[19] Tiene su sede en la colegiata universitaria de los Santos Justo y Pastor.[20] Jesús de la Meditación es una obra anónima del siglo XVII o XVIII de alguien cercano al círculo de José de Mora.[19] El paso de misterio muestra a Jesús sentado en unas piedras meditando, a un romano que va a cogerle para crucificarle, a otro romano con una fusta en posición amenazante y a un hebreo sosteniendo una roca.[21] La primera Virgen de los Remedios de la cofradía, obra de Aurelio López Azaustre, fue retidada del culto en 2005.[20] En 2005 el Colegio de Administradores de Fincas de la ciudad donó una nueva Virgen de los Remedios, realizada por Israel Cornejo. Durante diez años la Virgen no salió de la colegiata para hacer estación de penitencia y la cofradía procesionaba en Semana Santa con un solo paso.[21] Las procesiones que se hicieron con la Virgen en esa década se hicieron saliendo de la Facultad de Derecho.[20] En 2016 se finalizó su nuevo palio y, a partir de entonces, la hermandad volvió a salir con dos pasos de procesión de Semana Santa por la puerta de la colegiata.[20]

- Hermandad de Paciencia y Penas  (Imperial y Venerable Hermandad Sacramental del Apóstol San Matías e Ilustre y Fervorosa Cofradía de Penitencia de Nuestro Padre Jesús de la Paciencia y María Santísima de las Penas): Fue fundada en 1959 y tiene su sede en la iglesia de San Matías.[22] El Señor de la Paciencia es obra de Pablo Rojas (siglo XVI). Esta figura estuvo en el hospital de San Lázaro, fundado en 1498 por los Reyes Católicos. Posteriormente estuvo en la capilla del hospital San Juan de Dios y en 1997 se trasladó a la iglesia de San Matías.[22] La Virgen de las Penas es obra de José Jiménez de Mesa de 1960.[22]siendo posteriormente retallada por Luis Álvarez Duarte. La Hermandad de las Penas se fusionó en 1980 con la Imperial y Venerable Hermandad Sacramental de Apóstol San Matías, fundada en 1556 y que recibió los títulos de Imperial y Venerable por mandato de Carlos I.[22]

- Hermandad de las Tres Caídas y Rosario (Hermandad de Nuestro Padre Jesús de las Tres Caídas y Nuestra Señora del Rosario en sus Misterios Dolorosos[23]): Se fundó en 1927 en torno a la Virgen del Rosario Coronada, titular de la Archicofradía del Rosario, fundada en 1492. Jesús de las Tres Caídas es una obra anónima del siglo XVII y es venerado en el convento de Santa Isabel la Real. El paso de misterio tiene también una escultura de Simón de Cirene (2005) y a un romano (2006), ambos obras de Antonio Bernal. La Virgen del Rosario en sus Misterios Dolorosos es obra de Miguel Zúñiga en 1985, retallada por Hernández León (1995) y Antonio Bernal (2004), y es venerada en la iglesia de Santo Domingo.[24]

- Hermandad del Nazareno (Hermandad de Nuestro Padre Jesús Nazareno y María Santísima de la Merced): Fue fundada en 1981. Tiene su sede en el convento de San José, de las Carmelitas Descalzas.[25] Hay varios antecedentes de la devoción a esta advocación en Granada. En 1582 Ana de Jesús, coadjuntora de santa Teresa de Ávila, funda el convento de los Santos Mártires Cosme y Damián, de los Carmelitas Descalzos. El convento tuvo una primera ubación provisional y en 1629 abrieron su nuevo convento en la casa del Gran Capitán, ya fallecido, comprada por la congregación a su familiar Luis Fernández de Córdoba. Esta nueva sede conventual del siglo XVII se llamaría de San José.[25] En 1582, el mismo año de creación del convento, Hermandad de Jesús Nazareno, Santa Cruz de Jerusalén y Santa Elena en el convento de los Santos Mártires Cosme y Damián, de los Carmelitas Descalzos. Esta procesionaba el Viernes Santo. Hay una tradición que dice que sus constituciones fueron redactadas por san Juan de la Cruz, que entonces era prior de aquel convento. Del siglo XVI al XIX se fundaron hermandades en torno a Jesús Nazareno en los conventos granadinos de la Merced, la Trinidad, San Francisco y la Victoria.[25] En 1981 se funda la nueva hermandad. Algunos de los primeros hermanos habían sido de la Hermandad de la Concha. Jesús Nazareno (1982) es obra de Antonio Barbero Gor y la Virgen de la Merced es una escultura granadina del siglo XVII que las carmelitas tenían en su claustro.[25]

|                                                 |
| Jesús de la Meditación y Virgen de los Remedios |

|                     |
| Virgen de las Penas |

|                    |
| Virgen del Rosario |

|                           |
| Cristo de las Tres Caídas |

### Jueves Santo
- Hermandad de los Salesianos (Real Cofradía de Penitencia y Hermandad Salesiana del Santísimo Cristo de la Redención y Nuestra Señora de la Salud): Fue fundada en 1983 por antiguos alumnos de un colegio salesiano.[26] El Cristo de la Redención (1984) es un crucificado realizado por Antonio Díaz Fernández. La Virgen de la Salud (1986) también es obra del mismo autor aunque fue re-tallada en 2009 por Israel Cornejo.[26]

- Hermandad de la Concha (Hermandad de Penitencia de Nuestro Padre Jesús del Amor y la Entrega y María Santísima de la Concepción): Se fundó en 1977. Se propuso que la primera imagen titular fuera un Cristo de la Sangre de Pablo de Rojas de la parroquia de San Ildenfonso y una Virgen de la Estrella, pero esto no se llevó a cabo.[7] La hermandad asentó en el monasterio de la Concepción y en 1978 se hicieron con una Virgen de la Concepción (Concha es diminutivo de Concepción) obra de Aurelio López Azaustre. Los primeros seis años procesionó con un Jesús preso del siglo XVII bajo la adovación de las Eras. Este Jesús se encuentra hoy en la ermita de San Isidro Labrador. En 1983 se sustituyó por un Jesús obra de Miguel Zúñiga Navarro bajo la advocación del Amor y la Entrega.[7]

- Hermandad de la Aurora (Real, Venerable e Ilustre Cofradía de Nuestro Padre Jesús del Perdón y María Santísima de la Aurora del Albaicín Coronada): Se fundó en 1944.[27] Jesús del Perdón, atado a una columna, del origen de la cofradía procedía del desaparecido convento de Belén y está atribuido a Pablo de Rojas. Originalmente estaba bajo la advocación de los Azotes. En 1949 ese Jesús se sustituye por otro de Diego Siloé y, en 1982, este se sustituye por una copia de Antonio Barbero Gor. El Jesús realizado por Siloé se conserva en la parroquia de San José.[27] La Virgen de la Aurora original de la cofradía, conocida como "Aurora Chica", fue sustituida en 1949 por una Virgen de autor anónimo del siglo XVIII.[27] La hermandad ha salido desde distintos lugares, aunque desde 1984 tiene su sede canónica en la iglesia de María Santísima de la Aurora y San Miguel Bajo.[27]

- Hermandad de la Estrella (Cofradía de Nazarenos de Nuestro Padre Jesús de la Pasión y María Santísima de la Estrella): Se fundó en 1979 y tiene su sede en la iglesia de San Cristóbal.[28] La hermandad procesionó con un Jesús de otra iglesia hasta 1983. En 1984 la hermandad adquirió un Jesús de la Pasión realizado por Antonio Dubé de Luque. La Virgen de la Estrella fue realizada por ese escultor en 1981.[28]

- Hermandad del Silencio (Pontificia y Real Hermandad Sacramental del Señor San José y Ánimas y Cofradía del Santísimo Cristo de la Misericordia): Se fundó en 1924. Como Pío XI refrendó sus reglas logró el título de pontificia y como el antaño príncipe de Asturias, Felipe, aceptó ser hermano mayor honorario logró el título de real.[29] En 1986 se fusionó con la Hermandad Sacramental del Señor San José y Ánimas y en el año 2000 fue nombrada socia de honor de la Archicoradía Universal del Apóstol Santiago.[29] Su Cristo crucificado es obra de José de Mora del siglo XVII. Ese Cristo estuvo en la iglesia de San Gregorio Bético y pasó, tras las desamortizaciones del siglo XIX, a la parroquia de San José. Primero fue venerado con la advocación de la Salvación, luego de la Expiración y, finalmente, es venerado como de la Misericordia.[29]

|                              |
| Cristo del Amor y la Entrega |

|                         |
| Virgen de la Concepción |

|                  |
| Jesús del Perdón |

|                     |
| Virgen de la Aurora |

|                           |
| Cristo de la Misericordia |

### Viernes Santo
- Hermandad de los Ferroviarios (Fervorosa Hermandad de Nazarenos y Cofradía de Penitencia del Santísimo Cristo de la Buena Muerte y Nuestra Señora del Amor y el Trabajo): En lo religioso, es heredera de una hermandad que procesionaba rezando el rosario en el siglo XVIII. La actual hermandad fue fundada en 1953 por los trabajadores ferroviarios. Tiene su sede en la parroquia de San Juan de Letrán, en el barrio de Plaza de Toros-San Lázaro.[30] Desde el siglo XVI las hermandades españolas estaban asociadas a determinados gremios, pero a partir del siglo XX empezaron a vincularse más con sus barrios en lugar de con profesiones. Que se funde una hermandad con un colectivo profesional a mediados del siglo XX es un hecho singular, aunque también está vinculada al barrio de San Lázaro.[30] Procesionaron a partir de 1954 con un Cristo de la Buena Muerte atribuido a Diego de Siolé que se encontraba en el monasterio de Nuestra Señora de la Encarnación, de las franciscanas clarisas. Dejaron de procesionar en 1963 pero se recuperó en 1980 gracias a los costaleros de la Virgen de la Victoria de la Hermandad de la Cena. En 1981 y 1983 procesionó con un crucificado atribuido a Pablo de Loyzaga, proveniente de la iglesia jesuita del Sagrado Corazón. De 1984 a 1985 procesionó con un Cristo del Buen Amor obra de Domingo Sánchez-Mesa para la Comunidad de Hermanitas de los Pobres. De 1986 la hermandad procesionó con un crucificado de la parroquia de San Agustín. En 1989 la hermandad encarga un Cristo de la Buena Muerte a Antonio Díaz Fernández.[30] La imagen mariana es una Virgen de los Dolores de en torno a 1770 proveniente de la ermita de San Juan de Letrán, a la que se cambió la advocación por la del Amor y el Trabajo.[30]

- Hermandad de los Favores (Venerable, Muy Antigua e Ilustre Hermandad Sacramental de Nuestra Señora de la Paz y Cofradía de Penitencia del Santísimo Cristo de los Favores y María Santísima de la Misericordia Coronada): Fue fundada en 1928.[31] Tiene su sede en la parroquia de San Cecilio.[31] En 1955 se fusionó con la Hermandad Sacramental de Nuestra Señora de la Paz, fundada en 1622 y que tenía su sede en la misma parroquia.[31] La Virgen de la Paz es una obra del siglo XVII de José Risueño.[31] Hasta los años 40 procesionaron con uno de los dos Cristos que había en la citada parroquia. Durante unos pocos años la hermandad procesionó con un cristo de Nicolás Prados López que iba en un paso con faroles y rejas, para emular al Cristo del Campo del Príncipe. A partir de 1948 la hermandad procesionará con un Cristo del siglo XVI de autor desconocido atribuido a Baltasar de Arce y al círculo de Pablo de Rojas .[31] En 1943 la hermandad se hace con una Virgen de las Penas obra de Antonio Martínez de Olalla. No obstante, ese mismo año la hermandad decidió cambiarla por otra, y adquirió al convento de Nuestra Señora de los Ángeles una Virgen de 1896 obra de Francisco Morales. A fines de ese mismo año se cambiará la advocación de la Virgen por la Misericordia. Procesionará con esta Virgen a partir de 1945. En 1969 la parroquia, del siglo XVI, sufrió un incendio que produjo enormes desperfectos, sobre todo en la Virgen, que debió ser restaurada por Aurelio López Azaustre.[31]

- Hermandad de los Escolapios (Pontificia, Real y Muy Ilustre Hermandad Escolapia y Cofradía de Nazarenos del Santísimo Cristo de la Expiración, María Santísima del Mayor Dolor y San José de Calasanz): Fue fundada en 1935 por alumnos y antiguos alumnos del colegio escolapio de Granada.[32] Procesionó en 1935 con el Cristo de la Expiración que había en la iglesia de San Ildenfonso y que formado parte de los orígenes de la Hermandad de la Concha. En la actualidad ese Cristo está en la iglesia de Nuestra Señora de las Mercedes de Casería de Montijo.[32] La Virgen del Mayor Dolor de la cofradía fue una Virgen de la Soledad que se encontraba en el convento de convento de los Basilios desde 1887. osteriormente, pasó al colegio en 1890. La hermandad la tuvo como titular hasta el año 2000, en la que la sustituyó por una talla nueva de Luis Álvarez Duarte.[32] No procesionará de 1936 a 1939 por la Guerra Civil y en 1940 se reanuda en la iglesia de San José de Calasanz.[32] En el año 2000 la Virgen del Mayor Dolor procesionó por Roma, haciendo un recorrido desde la basílica menor de San Juan de los Florentinos hasta la Basílica de San Pedro de la Ciudad del Vaticano, donde fue recibida por san Juan Pablo II.[32]

- Hermandad del Santo Entierro (Pontificia, Real e Ilustre Hermandad del Santo Sepulcro y Nuestra Señora de la Soledad del Calvario): Fue fundada en 1924. Tiene su sede en la parroquia de San Gil y Santa Ana.[33] El Jesús es una obra de autor anónimo del siglo XVIII y la urna es obra de Manuel Baldés de entre 1675 y 1691. La urna está realizada en ébano, plata y bronce.[33] La Virgen de la Soledad del Calvario es obra de José de Mora de 1671. Anteriormente había sido una Virgen de los Dolores que era titular de la Hermandad de los Servitas de Granada, pero en 1925 cambió su advocación.[33]

- Hermandad de las Chías (Muy Antigua y Real Hermandad de Nuestra Señora de la Soledad y Descendimiento del Señor de Granada): Se funda en 1561 como la tercera de las cofradías de sangre de Granada (junto con la Vera Cruz y las Angustias), con el nombre de Cofradía de Nuestra Señora de la Soledad y Entierro de Cristo, con sede en el convento de carmelitas calzados de Nuestra Señora de la Cabeza. Tras la supresión de ese convento con la desamortización del XIX, las imágenes se trasladaron al convento de jerónimas de Santa Paula.[34] Tras esto el Cristo efectuaba su salida procesional desde la iglesia de San Gil y la Virgen desde Santa Paula, a donde regresaban ambas tras haberse juntado durante la procesión. En 1909 ambas imágenes procesionaron en el Santo Entierro Magno. El Cristo procesionó con aquel cortejo hasta 1921 y la Virgen hasta 1925, en que la hermandad se refunda y se independiza totalmente del Santo Entierro. En 1973 se trasladó al monasterio de San Jerónimo, también de las jerónimas.[34] La Virgen de la Soledad, del siglo XVII, es atribuida a Pedro de Mena. El Cristo del Descendimiento representa a Jesús fallecido. Es del siglo XVI y es atribuido a Diego de Aranda.[34] La cofradía se le conoce popularmente como "las Chías" por figurar en el cortejo cuatro de estas, que no eran sino personajes del Santo Oficio (Inquisición) que precedían a los sentenciados antes de su ajusticiamiento y recogían las limosnas destinadas al entierro de los mismos.[34]

|                       |
| Cristo de los Favores |

|                         |
| Cristo de la Expiración |

|                        |
| Virgen del Mayor Dolor |

|                                           |
| Nuestra Señora de la Soledad del Calvario |

|                              |
| Nuestra Señora de la Soledad |

### Sábado Santo
- Hermandad de la Alhambra (Muy Antigua Hermandad Sacramental de la Santísima Trinidad y Nombre de Jesús y Real e Ilustre Cofradía de Penitencia de Nuestra Señora de las Angustias Coronada de Santa María de la Alhambra): Fue fundada en 1928 y tiene su sede en la iglesia de Santa María de la Alhambra.[35] En 1887 se fundó una hermandad que tenía como titular a la Virgen de los Dolores de Torcuato Ruiz del Peral, realizada entre 1750 y 1773. Se trata de una Piedad, por lo que está sosteniendo al Cristo yacente. Solo procesionaba por el recinto de la Alhambra hasta que en 1909 lo hizo por primera vez por la ciudad, al participar en la procesión del Santo Entierro Magno. La advocación de esta Virgen cambió a de las Angustias en 1910. Continuaría participando en esta procesión durante 1910, 1911, 1912 y 1917.[35] Cuando se funda esta hermandad en 1928 incorpora a esta Virgen como titular. En 1981 se fusionó con la Muy Antigua Hermandad Sacramental de la Santísima Trinidad y Nombre de Jesús, creada en 1562. El nombre de la sacramental del XVI se incorporaría al de la de penitencia de 1928 en 1990.[35]

| Sábado Santo                                    |
| \| \| \| Santa María de la Alhambra Coronada \| |
|                                                 |
| Santa María de la Alhambra Coronada             |

### Domingo de Resurrección
- Hermandad de la Resurrección (Venerable Hermandad Sacramental del Glorioso Arcángel San Miguel y Cofradía de Nazarenos de Nuestro Señor de la Resurrección y Santa María del Triunfo): Se fundó en 1985 con feligreses del barrio Zaidín-Vergeles. Tiene su sede en la parroquia de San Miguel Arcángel. El Cristo es obra de Miguel Zúñiga Navarro de 1986. El ángel junto a la lápida del sepulcro (1988), y los tres los soldados romanos también son obra de Zúñiga Navarro.[36] La Virgen del Triunfo es una imagen de gloria (aunque pudiera parecer dolorosa) obra de Zúñiga Navarro en 1987. Esta hermandad presenta en su cortejo una serie de particularidades que la hace distinta a las demás; sus nazarenos visten completamente de blanco, mismo color de la mantilla de las camareras siendo la única excepción al negro en la semana santa granadina, tras la cruz de guía de la hermandad decenas de monaguillos hacen sonar sus campanillas anunciando la "Resurrección del Señor". En el cuerpo de acólitos del cristo procesiona un cirio pascual. Podemos enumerar una lista entera de las enorme particularidades de esta hermandad que van desde los ostentosos exornos florares que acompañan a los titulares hasta el palio de Santa Maria del Triunfo hecho en malla de plata transparente, único en la semana santa granadina, haciendo traspasar los rayos del sol para iluminar la belleza de su rostro.[36]

- Hermandad del Resucitado (Cofradía del Santísimo Cristo Resucitado y Nuestra Señora de la Alegría): Fue fundada en 1985. Tiene su sede canónica en la parroquia de Regina Mundi, en el barrio del Arabial, pero procesiona desde la iglesia del Sagrario. En su fundación, tuvo la vocación de aglutinar al gran movimiento juvenil de la parroquia de Regina Mundi y a la comunidad regida por las Hijas de la Caridad de San Vicente de Paul y los Padres Paúles.[37] El Cristo Resucitado fue realizado en 1987 por Antonio Barbero Gor, representando en una poderosa talla que destaca por su estudiada anatomía la divinidad de Cristo hecho hombre. La Virgen de la Alegría es también obra de Barbero Gor de 1992, y su talla está inspirada en la Victoria de Samotracia (que representa a la diosa Niké), para representar la victoria de Jesús sobre la muerte con la Resurrección. Desde 2009, ambos Titulares procesionan en el mismo paso de Misterio, al que se le añadieron (2018) las figuras de los Apóstoles de la Fe: Santa María Magdalena, San Pedro y San Juan Evangelista, todas ellas obras de Israel Cornejo. Destaca en esta hermandad, que procesiona en la mañana del Domingo de Resurrección, el cortejo de hábitos blancos y celeste, con numerosa participación de niños, que son símbolo de la cofradía en la figura de los campanillos, que agitan pequeñas campanas de plata anunciando la venida de la victoria de la Vida sobre la Muerte.[37]

- Procesión de los Facundillos (Cofradía del Señor de la Humildad, Soledad de Nuestra Señora y Dulce Nombre de Jesús): Procesión formada por la rama juvenil se le conoce como los Facundillos.[38] La advocación del Dulce Nombre de Jesús (al igual que la del Rosario) ha estado ligada durante siglos a los dominicos. Este Jesús del siglo XVIII es obra de Torcuato Ruiz del Peral. Es un Jesús de aspecto infantil que sostiene una cruz de madera con adornos plateados. Existía a comienzos del siglo XIX, cuando desapareció a causa de las desamortizaciones y fue refundada por los dominicos en 1851 en la iglesia de Santo Domingo con la ayuda del párroco de Santa Escolástica. En 1857 desapareció de nuevo y no reapareció hasta 1926. Posteriormente, dejó de procesionar en la década de 1950. La cofradía se retomó en 1982.[38]